# A treia rachetă (film)
A treia rachetă (titlul original: în rusă Третья ракета, transliterat: Tretia raketa) este un film dramatic sovietic (R.S.S. Belarusă), realizat în 1963 de regizorul Richard Viktorov, după romanul omonim al scriitorului Vasil Bîkov care a contribuit și la scenariul filmului, protagoniști fiind actorii Stanislav Liubșin, Gheorghi Jjionov, Spartak Fedotov și Nadejda Semențova.

## Distribuție
- Stanislav Liubșin – Vasili Lozneak
- Gheorghi Jjionov – Jeltîh
- Spartak Fedotov – Petrov
- Nadejda Semențova – Liusia
- Igor Komarov – Lukianov
- Iuri Dubrovin – Krivenok
- Leonid Davîdov-Suboci – Zadorojnîi
- Vladimir Prokofiev – rol episodic
- Evgheni Gvozdev – un combatant
- I. Jarov – un infanterist

## Lansare
A fost lansat în anul 1963 și a avut parte de succes comercial, fiind vizionat de 12,3 milioane de spectatori în cinematografele din Uniunea Sovietică.